# Eleanor Roosevelt College

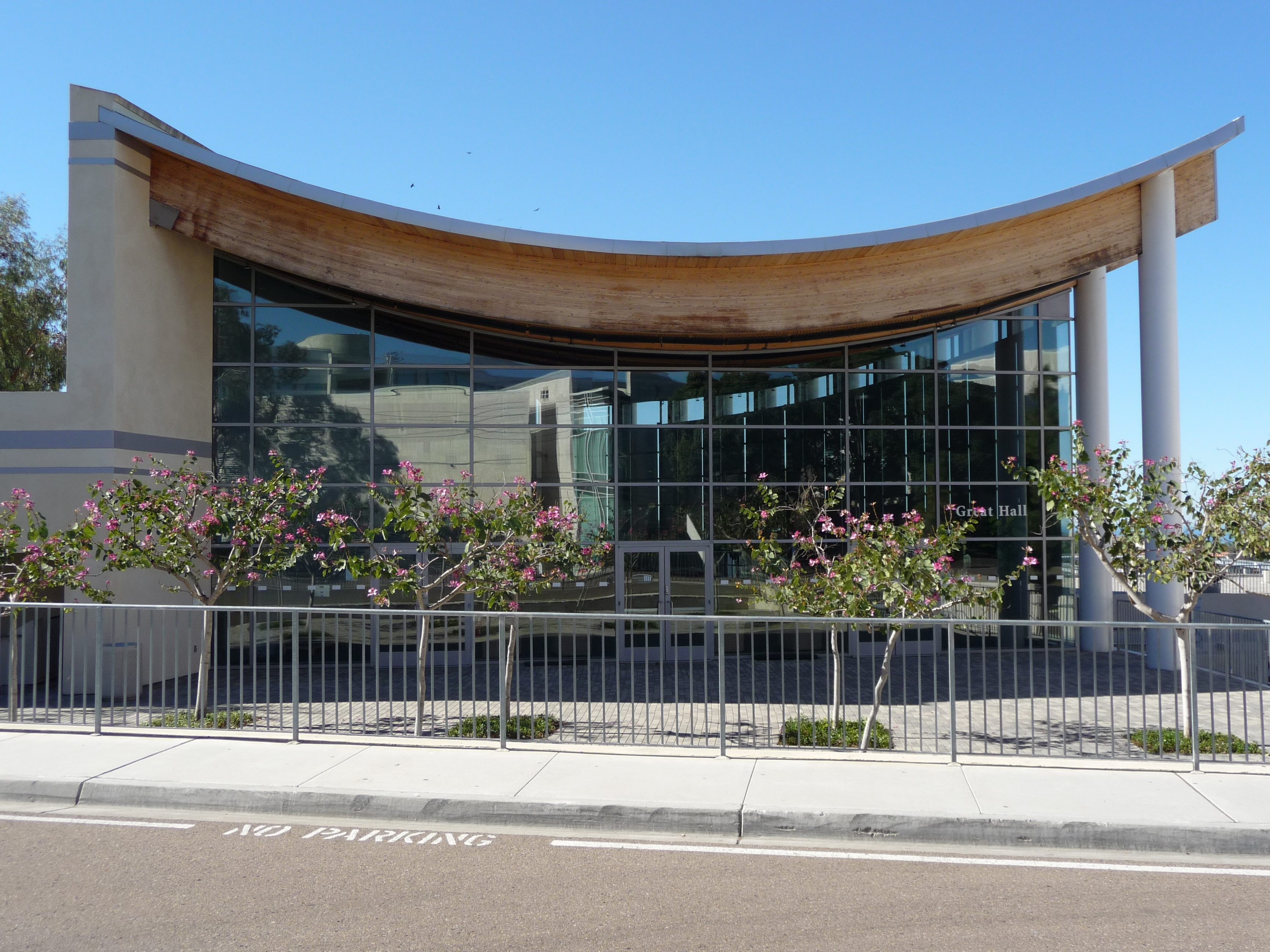
Le grand hall du Roosevelt College à l'UCSD.

L'Eleanor Roosevelt College est un des six collèges du premier cycle de l'Université de Californie à San Diego. Il a été fondé en 1988 comme cinquième collège.

## Résidence universitaire
La résidence universitaire d'Eleanor Roosevelt College a été dessinée par l'architecte Moshe Safdie.
Il y a cinq résidences pour les étudiants de première année, nommé d'après différentes régions du globe :
- Africa Hall (Résidence Afrique)
- Asia Hall (Résidence Asie)
- Europe Hall (Résidence Europe)
- Latin America Hall (Résidence Amérique latine)
- North America Hall (Résidence Amérique du Nord)

En plus, il y a six appartements :
- Earth Hall North (Résidence Terre Nord)
- Earth Hall South (Résidence Terre Sud)
- Middle East Hall (Résidence Moyen-Orient)
- Oceania Hall (Résidence Océanie)
- Geneva Hall (Résidence Genève)
- Mesa Verde Hall (Résidence Mesa Verde)

UCSD a une maison internationale (International House). La maison internationale est à Eleanor Roosevelt College. La moitié des résidents sont Américains, l'autre moitié sont des étudiants qui viennent de plus de trente nations différentes. 